# یک صابون
یک صابون (به دانمارکی: En Soap) یک فیلم کمدی ملودرام دانمارکی محصول ۲۰۰۶ به کارگردانی پرنیل فیشر کریستنسن است که بسیاری از تکنیک‌های سختگیرانه سبک دگما ۹۵ را دربردارد. این فیلم با بازی ترینه دورهلم و داوید دنسیک، رابطه آشفته بین یک صاحب کلینیک زیبایی و یک زن تراجنسیتی افسرده قبل از عمل را دنبال می‌کند. این فیلم با بودجهٔ با بودجه ۱٫۵ میلیون دلار ساخته شده و این اولین فیلم بلند به کارگردانی کریستنسن بود.

## بازیگران
- ترینه دورهلم در نقش شارلوت
- دیوید دنسیک در نقش ورونیکا
- Frank Thiel [da; de; no] در نقش کریستین
- Elsebeth Steentoft [da; de; ko; no] در نقش مادر ورونیکا
- کریستین تافدروپ در نقش مشتری
- Pauli Ryberg [da; no] بدر نقش مشتری
- Jakob Ulrik Lohmann [af; da; fr] در نقشن مشتری یک شبه
- کلیس بنگ در نقش مشتری یک شبه
- Christian Mosbæk [af; da] در نقش راوی (صدا)
- کامیلا سوبرگ

## جوایز
این فیلم در جشنواره‌های فیلم مورد تحسین منتقدان قرار گرفت و کریستنسن هم جایزه خرس نقره‌ای جایزه بزرگ هیئت داوران و هم جایزه بهترین فیلم بلند اول جشنواره فیلم برلین را در سال ۲۰۰۶ به ارمغان آورد. صابون جایزه بودیل را برای فیلم سال دانمارک در سال ۲۰۰۷ دریافت کرد. نقش اصلی دورهلم برای او سومین جایزهٔ بودیل برای بهترین بازیگر نقش اول زن را به همراه داشت.